# Byblis filifolia
Byblis filifolia е вид библис широко разпространен в региона Кимбърли, Западна Австралия. Byblis filifolia обикновено е едногодишен, но в домашни условия и в разсадници може да живее две години, ако се отглежда в постоянно влажни почви. Той достига лесно до 40 cm и има по-приличен на дървесен ствол от този на Byblis liniflora.
Тъй като растенията се развиват като едногодишни, те трябва да цъфтят същата година, за да покълнат и да дадат достатъчно семена за следващата година. Първите цветове се появяват, когато растението е само на няколко месеца. Byblis filifolia се самоопрашва, а цветовете му са виолетови.
След като Byblis filifolia съзрява, тя не трябва да се пресажда защото има по-чувствителна коренова система, която няма да се прихване, ако са повредени. Само младите кълнове, с височина 1 – 2 cm могат да бъдат пресадени, много внимателно, преди корените им да се установят здраво в първоначалната почвена среда.
Насекомите са привлечени от „росата“ на Byblis filifolia. Нектарът се секретира от стотиците жлези, които се намират на върха на дългите власинки на листата. Тези листа се разклоняват от основното стъбло във всички посоки. Когато насекомите попаднат върху растението, те се лепят здраво от лепкавото вещество. В крайна сметка насекомото умира от изтощение или задушаване.